# Ireneusz Nalazek
Ireneusz Mariusz Nalazek (ur. 25 września 1961 w Warszawie) – polski siatkarz, medalista mistrzostw Polski, reprezentant Polski, wicemistrz Europy (1983), od 2024 podsekretarz stanu w Ministerstwie Sportu i Turystyki.

## Kariera sportowa
Studiował na Akademii Rolniczo-Technicznej w Olsztynie. Karierę rozpoczynał w klubie MDK Warszawa. W ekstraklasie debiutował w sezonie 1980/1981 w barwach AZS Olsztyn. Z olsztyńskim klubem wywalczył brązowy medal mistrzostw Polski w 1982, 1983 i 1985 oraz Puchar Polski w 1982. W 1986 przeszedł do Legii Warszawa, w sezonie 1988/1989 ponownie występował w AZS Olsztyn, zdobywając wicemistrzostwo Polski i Puchar Polski.
W latach 1981–1983 wystąpił 25 razy w reprezentacji Polski seniorów, a jego największym sukcesem było wicemistrzostwo Europy w 1981. W tym samym roku zagrał również w rozgrywkach Pucharu Świata (4. miejsce).

## Działalność polityczna
Działał w Sojuszu Lewicy Demokratycznej. W latach 1998–2006 był radnym Olsztyna (w 2005, pozostając w SLD, wystąpił z klubu SLD-UP, któremu przewodniczył), w latach 1998–2002 członkiem zarządu miasta Olsztyna, a w latach 2002–2005 przewodniczącym Komisji Budżetu i Finansów w Radzie Miasta Olsztyna. W 2006, 2010, 2014, 2018 i 2024 bezskutecznie kandydował do Sejmiku Województwa Warmińsko-Mazurskiego. W 2023 z listy powstałej w 2021 z przekształcenia SLD Nowej Lewicy (której nie został członkiem) także bez powodzenia startował do Sejmu w okręgu nr 35.
7 lutego 2024 został powołany na stanowisko podsekretarza stanu w Ministerstwie Sportu i Turystyki.

## Życie prywatne
Syn Edwarda i Marianny. Jest bratem siatkarzy – reprezentanta Polski Włodzimierza Nalazka i występującego w ekstraklasie Tomasza Nalazka.
Mieszka w Stawigudzie.